# Ex Machina: Бог от машината
„Ex Machina: Бог от машината“ (на английски: Ex Machina) е британски научнофантастичен филм от 2015 г., трилър, с режисьор и сценарист Алекс Гарланд, за когото това е режисьорски дебют. Главните роли се играят от Донал Глийсън, Алисия Викандер и Оскар Айзък.

## Сюжет
Кейлеб е програмист, работещ за Bluebook, най-известната търсачка в света. Избран е да посети изпълнителния директор на компанията, Нейтън, в изолираната му в планините къща, за една седмица. Единственият друг човек там е Киоко, млада японска домашна помощница.
Нейтън разкрива на Кейлъб, че в последно време е работил върху изкуствен интелект и че иска Кейлъб да тества хуманоиден робот, наречен Ейва, по време на седмицата си в къщата. Нейтън обяснява добре известния тест на Тюринг, при който проверяващият задава въпроси и решава дали комуникира с човек или машина без да вижда ответната страна. В случая с Ейва е ясно, че тя е робот още от началото и работата на Кейлъб е да реши дали Ейва има съзнание, към което Кейлъб може да реагира положително въпреки знанието, че тя е робот.
Нейтън признава, че е придобил лична информация от милиардите души, ползващи Bluebook, използвайки търсенията им като индикатори за интересите им. Освен това той е хакнал милиарди мобилни телефони, за да получи записи на човешки изражения и държание, така че поведението на Ейва да е по-реалистично.
По време на разговорите между Кейлъб и Ейва, Кейлъб се чувства все по-свързан с нея. Разговорите протичат през прозрачна стена, тъй като Ейва е ограничена в движението си до апартамента си. Ейва използва системата си за зареждане няколко пъти, за да провокира спиране на тока, което според Нейтън е причинено от некачествено поставена електроинсталация. Ейва използва спиранията на тока, за да изключва системата за наблюдение и за да може да каже на Кейлъб, че Нейтън е лъжец, комуто не може да се вярва. С всеки изминал ден поради човекоподобното поведение на Ейва, което изглежда включва истински емоции, Кейлъб получава убеждението, че задържането на Ейва представлява форма на малтретиране. Освен това Нейтън разкрива, че Ейва ще бъде препрограмирана в бъдещето, което би се равнявало на убийството ѝ.
Една нощ Нейтън заспива дълбоко вследствие на напиване. Кейлъб има спешна среща с Ейва и гледа записи на предишни версии на робота, в които вижда, че андроидите биват малтретирани от Нейтан. Кейлъб също така разбира, че дори Киоко е робот и се порязва, за да провери дали е наистина човек. Кейлъб и Ейва се разбират, че на следващия ден той ще напие Нейтън отново и ще препрограмира вратите, така че да се отворят. На следващия ден Нейтън отказва да пие и разкрива, че е чул какво са обсъждали Кейлъб и Ейва с помощта на запис от камера на батерии. Казва на Кейлъб, че Ейва не го обича и че тя просто го използва, целейки бягство от затвора си. Нейтън изказва истинската цел на експеримента – да провери дали Ейва може да бъде убедително човечна, за да изиграе Кейлеб така, че той да ѝ помогне при бягството ѝ
В този момент Ейва предизвиква спиране на тока. Кейлъб разкрива, че вратите вече са препрограмирани от него предишната вечер. Когато автоматичните врати се отварят, Ейва се опитва да избяга от сградата, разменяйки няколко думи с Киоко, за която дотогава се счита, че не е способна на говорима комуникация. Нейтън удря Кейлъб, който припада, и поврежда Ейва, но е наръган с нож от Киоко (която Нейтън разрушава) и Ейва. Нейтън умира и Ейва събира части от други прототипи на андроиди, за да придобие външния вид на истинска жена. След като облича рокля, тя тихо излиза и оставя Кейлъб залключен в сградата на Нейтън. Ейва бива взета с хеликоптера, идващ да вземе Кейлъб, и се включва в човешкото общество.

## Актьори
- Донал Глийсън – Кейлъб Смит
- Алисия Викандер – Ейва
- Оскар Айзък – Нейтън Бейтман
- Соноя Мизуно – Киоко
- Симара Темпълман – Джасмин
- Елина Алминас – Амбър
- Гана Баяарсайкан – Джейд
- Тифани Писани – Катя
- Клеър Селби – Лили

## Продукция
Основите за „Бог от машината“ са поставени когато Гарланд е 11- или 12-годишен, след като е експериментирал и програмирал малко на компютър, който родителите му купуват, и за който Гарланд понякога чувства, че притежава собствен ум. По-късните му идеи идват от дългогодишни дискусии с приятел-невролог, който твърди, че машините никога не биха могли да станат съзнателни. Започва да чете книги по темата в търсене на собствен отговор. Докато чете книга на Мъри Шанахан за съзнанието и олицетворението, Гарланд има „богоявление“. Записва си идеята и я оставя настрана за по-късно. Шанахан, заедно с Адам Ръдърфорд става консултат за филма. Други причини за вдъхновение са филма на Стенли Кубрик „2001: Космическа одисея“ и „Промяна на съзнанието“, както и книги на Лудвиг Витгенщайн, Рей Курцвайл и др. Поради желанието си за пълна свобода на въображението, Гарланд прави филма с възможно най-малкия бюджет.

## Награди и номинации
| Категория                                        | Номиниран                                    | Резултат                    |
| Оскар (28 февруари 2016 г.)                      | Оскар (28 февруари 2016 г.)                  | Оскар (28 февруари 2016 г.) |
| ------------------------------------------------ | -------------------------------------------- | --------------------------- |
| Най-добри визуални ефекти                        | Най-добри визуални ефекти                    | награда                     |
| Най-добър оригинален сценарий                    | Алекс Гарланд                                | номинация                   |
| Награди на БАФТА (14 февруари 2016 г.)           |                                              |                             |
| Най-добър британски филм                         | Най-добър британски филм                     | номинация                   |
| Най-добри визуални ефекти                        | Най-добри визуални ефекти                    | номинация                   |
| Най-добър оригинален сценарий                    | Алекс Гарланд                                | номинация                   |
| Дебют                                            | Алекс Гарланд                                | номинация                   |
| Най-добра актриса в поддържаща роля              | Алисия Викандер                              | номинация                   |
| Златен глобус (10 януари 2016 г.)                |                                              |                             |
| Най-добра актриса в поддържаща роля              | Алисия Викандер                              | номинация                   |
| Европейски филмови награди (12 декември 2015 г.) |                                              |                             |
| Най-добър сценарий                               | Алекс Гарланд                                | номинация                   |
| Най-добра актриса                                | Алисия Викандер                              | номинация                   |
| Хюго (20 август 2016 г.)                         |                                              |                             |
| Най-добро сценично представяне (дълга форма)     | Най-добро сценично представяне (дълга форма) | TBD                         |
| Бредбъри (14 май 2016 г.)                        |                                              |                             |
|                                                  | Алекс Гарланд                                | номинация                   |
| Сатурн (22 юни 2016 г.)                          |                                              |                             |
| Най-добър научнофантастичен филм                 | Най-добър научнофантастичен филм             | TBD                         |
| Най-добри специални ефекти                       | Най-добри специални ефекти                   | TBD                         |
| Най-добър режисьор                               | Алекс Гарланд                                | TBD                         |
| Най-добър сценарий                               | Алекс Гарланд                                | TBD                         |
| Най-добър актьор                                 | Донал Глийсън                                | TBD                         |
| Най-добра актриса в поддържаща роля              | Алисия Викандер                              | TBD                         |
| Емпайър (29 март 2015 г.)                        |                                              |                             |
| Най-добра актриса                                | Алисия Викандер                              | номинация                   |

## „Ex Machina: Бог от машината“ В България
В България филмът е излъчен на 4 февруари 2019 г. по bTV Cinema в понеделник от 21:00 ч. в „Месец на Оскарите“. Дублажът е на студио Медиа Линк. Екипът се състои от:
| Озвучаващи артисти  | Гергана Стоянова Симона Стоянова Светломир Радев Тодор Георгиев Димитър Ангелов |
| Преводач            | Йоана Михайлова                                                                 |
| Тонрежисьор         | Александър Маринов                                                              |
| Режисьор на дублажа | Мария Ангелова                                                                  |